# Институционален предприемач
Институционален предприемач е индивид, разпознаващ в определен сегмент възможност за промяна в съществуващите правила или в начините на тяхното изпълнение, вярващ в погрешността на настоящите възгледи в този сегмент, осъзнаващ политическите, икономическите и социалните възможности (заедно или поотделно), произтичащи от промяната, активно търсещ поддръжници и активно посредничещ си с други индивиди в усилията си за промяна на правилата или изпълнението в този сегмент.